# Micronesië op de Olympische Zomerspelen 2016
Micronesië nam deel aan de Olympische Zomerspelen 2016 in Rio de Janeiro, Brazilië. Vijf atleten behoorden tot de selectie, actief in de atletiek, het boksen en het zwemmen. Boksster Jennifer Chieng droeg de Micronesische vlag tijdens de openingsceremonie. 

## Deelnemers en resultaten
(m) = mannen, (v) = vrouwen 

### Atletiek
| Olympiër         | Discipline | Resultaat | Prestatie              |
| ---------------- | ---------- | --------- | ---------------------- |
| Kapririel Kitson | 100m (m)   | 77e       | serie 3: 5de in 11,42  |
|                  |            |           |                        |
| Larissa Henry    | 100m (v)   | 75e       | serie 2: 8ste in 13,53 |

### Boksen
| Olympiër           | Discipline | Resultaat | Prestatie                        |
| ------------------ | ---------- | --------- | -------------------------------- |
| Jennifer Chieng VO | –60kg (m)  | 9e        | 1ste ronde: V van USA Mayer: 0–3 |

### Zwemmen
| Olympiër           | Discipline         | Resultaat | Prestatie              |
| ------------------ | ------------------ | --------- | ---------------------- |
| Dionisio Augustine | 50m vrije slag (m) | 65e       | serie 3: 1ste in 26,17 |
|                    |                    |           |                        |
| Debra Daniel       | 50m vrije slag (v) | 72e       | serie 4: 7de in 30,83  |